# Retro City Rampage
Retro City Rampage ist ein Action-Adventure von Vblank Entertainment. Das Spiel ist eine Parodie auf Retrospiele, insbesondere Grand Theft Auto, sowie die Popkultur der 1980er und 1990er. Es erschien ursprünglich 2012 für PlayStation 3, PlayStation Vita und Windows. 2014 kam es in einer erweiterten Fassung als Retro City Rampage DX für den Nintendo 3DS auf den Markt. Diese Fassung wurde später als Update für die vorherigen Veröffentlichungen angeboten und auf weitere Plattformen portiert, einschließlich einer speziellen Fassung für MS-DOS mit dem Titel Retro City Rampage 486.

## Handlung und Spielprinzip
Das Spiel setzt sich im Kampagnen-Modus aus rund 50 Missionen und 30 spielerischen Herausforderungen zusammen, die sich um eine parodistische Gangsterstory mit Science-Fiction-Elementen dreht. Es lehnt sich thematisch wie spielerisch erkennbar an die frühen Titel der Spielereihe Grand Theft Auto an und erinnert optisch insbesondere an die ersten beiden Veröffentlichungen dieser Reihe. Der Spieler steuert seine Spielfigur, einen Dieb und Schläger, aus einer Überblicksperspektive durch eine frei begehbare, in 2D-Pixelgrafik gestalte Stadt. Er kann umherfahrende Fahrzeuge kapern sowie diverse Waffen einsammeln und für seine kriminellen Jobs nutzen. Erzeugt er bei seinen Aktionen zu große Aufmerksamkeit, wird er von der Polizei verfolgt, vor der er wahlweise flüchten oder sie mit Waffengewalt bekämpfen kann.
Neben der Kampagne existiert ein Free-Roaming-Modus, in der der Spieler losgelöst von einer Handlung die Stadt frei erkunden und Chaos verursachen kann.

## Entwicklung
Das Konzept des Spiels entstand als ein sogenanntes „Demake“ – die reduzierte Umsetzung eines Spiels für eine ältere, deutlich schwächere Hardware – von Grand Theft Auto 3 für das NES. Entwickler Brian Provinciano erschuf dafür ab 2002 eine vollständig eigene Entwicklungsumgebung mit Hard- und Software der längst eingestellten 8-Bit-Konsole. Zunächst werkelte er an dem Grand Theftendo betitelten Projekt in seiner Freizeit neben seiner Programmierer-Arbeit in der Spielebranche. 2009 entschied er sich, dem Spiel in Vollzeit zu widmen und gründete Vblank als Ein-Mann-Unternehmen. Nachdem die technischen Limitierung des NES seinen Projektfortschritt immer deutlicher verkomplizierten, wechselte er schließlich auf den PC als Lead-Plattform.
Die DX-Version besaß im Vergleich zur Erstveröffentlichung mehr Missionen, weitere Waffen und zusätzliche technische Funktionen (dreistufiger Zoom, verschiedene Grafik-Modi und Filter) und Komfortupdates für die Bedienung. Nach der Portierung auf verschiedene Plattformen veröffentlichte Provinciano 2015 auch eine Fassung namens Retro City Rampage 486 für das veraltete Betriebssystem MS-DOS. Dabei handelte es sich um eine persönliche Programmier-Herausforderung. Diese Fassung wurde PC-Besitzern des Spiels über die Online-Vertriebsplattformen kostenlos zur Verfügung gestellt, jedoch auch in einem begrenzten Umfang auf einer traditionellen 3,5″-Diskette verkauft.

## Rezeption
Das Spiel erhielt teils durchmischte, aber auch anerkennende Wertungen.

„Retro City Rampage ist kein gutes Spiel. Es ist nett und unterhaltsam, aber gleichzeitig auch simpel, flach und hohl. Was es aber ist, ist eine verdammt gute Sammlung an Erinnerungen daran, was in den 80ern und 90ern irgendwie cool oder angesagt war, eine Liebeserklärung an die Ära der dicken Pixel und des Plastikpops.“

„So ist Retro City Rampage ein Spiel, das den Spieler zurück in eine andere Zeit wirft, das Parodiecharakter hat, das schöne Erinnerungen wieder aufleben lässt. Und ein Spiel, das kurzzeitig sehr kurzweilig ist, sich aber trotz der offenen Welt bald abnutzt.“

Die Ursprungsfassung verkaufte sich bis März 2013 über die verschiedenen Plattformen zusammengerechnet rund 100.000 Mal. Der meiste Umsatz wurde dabei mit den PSN-Fassungen für PlayStation 3 und Vita erzielt. Ende März stiegen diese Zahlen auf 200.000 verkaufte Kopien sowie 270.000 Exemplare, die der Konsolenhersteller Sony im Rahmen seines Abonnementdienstes PlayStation Plus seinen Kunden als monatliches Gratisspiel zur Verfügung stellte. Bis 2014 stiegen die Verkaufszahlen auf 400.000 Kopien, wobei die mobilen Konsolen Nintendo 3DS und PlayStation Vita einen bedeutenden Anteil bei den Verkaufszahlen einnahmen.
2015 kündigte Vblank eine Weiterentwicklung des Spielprinzips im 16-Bit-Stil (vgl. SNES) unter dem Titel Shakedown: Hawaii an. Das Spiel kam 2019 auf den Markt.